# Raionul Huseatîn, Ternopil
Huseatîn (în ucraineană Гусятинський район, transliterat: Huseatînskîi raion) este un raion în regiunea Ternopil, Ucraina. Reședința sa este așezarea de tip urban Huseatîn.

## Demografie
Componența lingvistică a raionului Huseatîn
     Ucraineană (99,39%)
     Alte limbi (0,54%)
Conform recensământului din 2001, majoritatea populației raionului Huseatîn era vorbitoare de ucraineană (99,39%), existând în minoritate și vorbitori de alte limbi.